# خوان بلمونته
خوان بلمونته (اسپانیایی: Juan Belmonte‎; زاده ۱۴ آوریل ۱۸۹۲ – درگذشته ۸ آوریل ۱۹۶۲) گاوباز اهل اسپانیا بود.
از فیلم‌ها یا برنامه‌های تلویزیونی که وی در آن نقش داشته‌است می‌توان به فلامنکو اشاره کرد. بلمونته پس از اینکه اطلاع پیدا کرد به سرطان ریه مبتلا شده با اسلحه دستی ۶.۳۵ میلی‌متری اقدام به خودکشی کرد و جان باخت.